# Žaltys

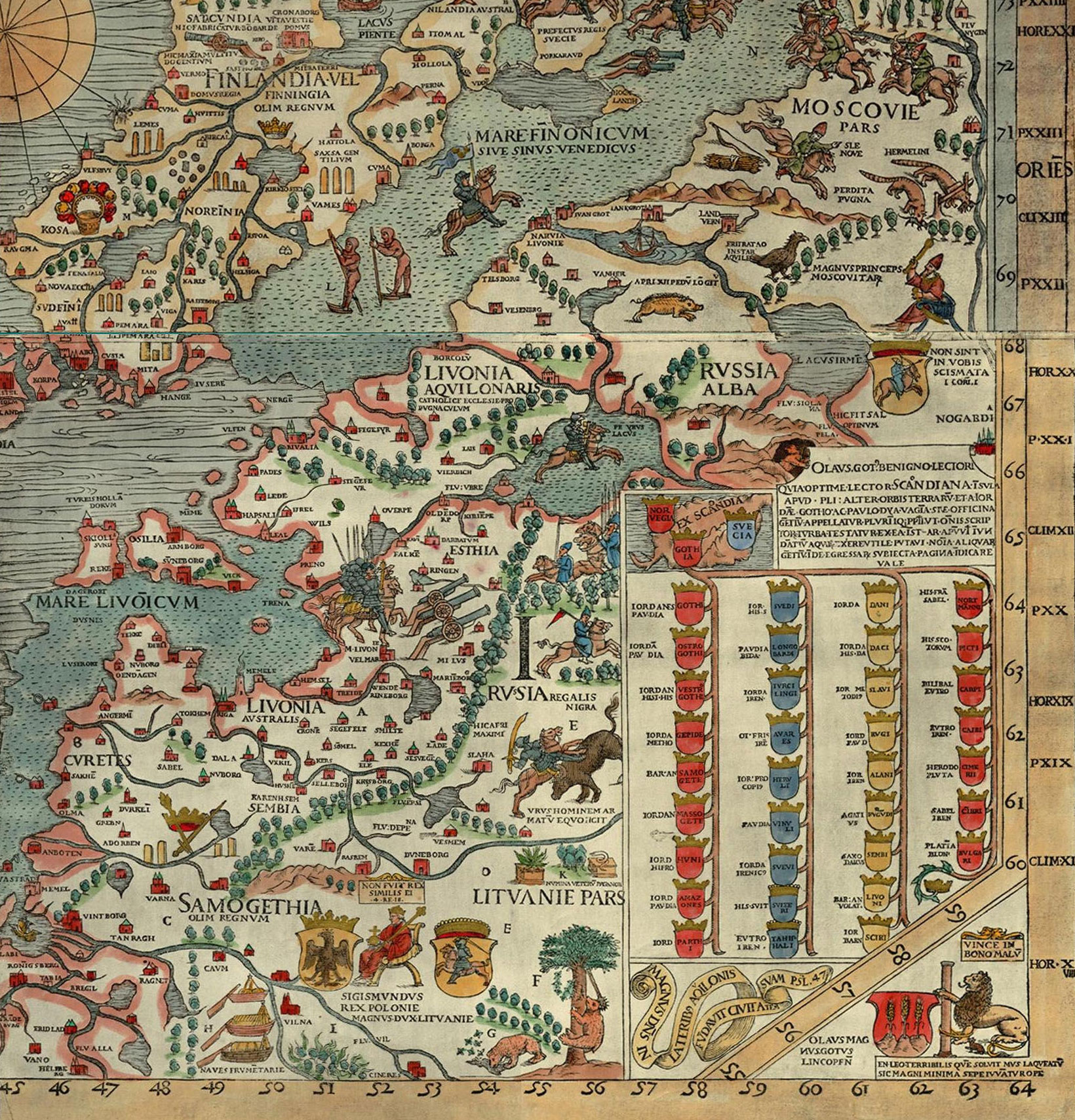
Węże nad napisem LITVANIE PARS na mapie Carta Marina

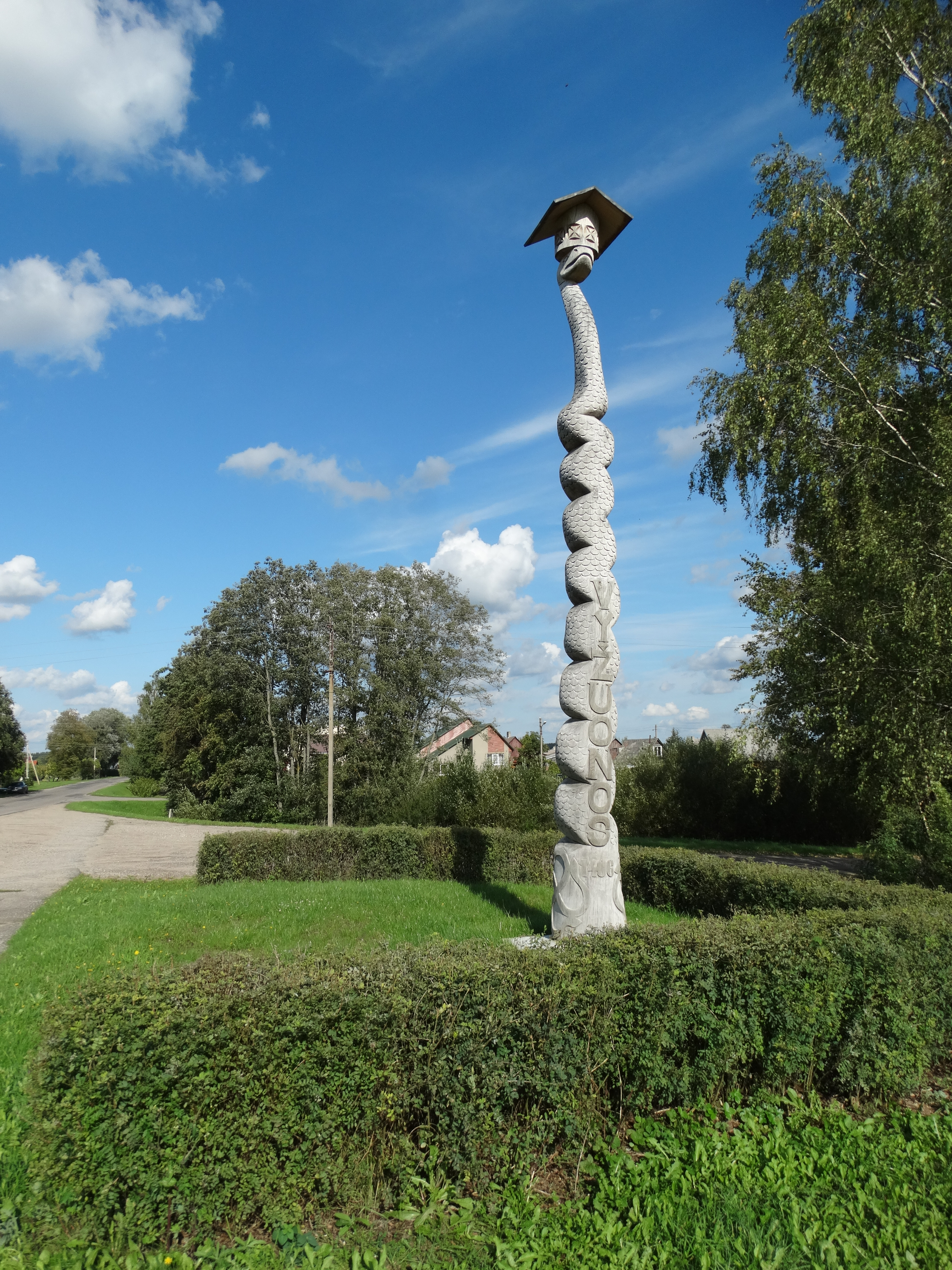
Wąż na pomniku w Wiżunach

Žaltys (prus. Angzdris) – nieszkodliwy zielony wąż będący przedmiotem kultu w mitologii pruskiej, litewskiej i łotewskiej. Często utożsamiany z zaskrońcem zwyczajnym. 

## Kult
W mitologii bałtyckiej nieszkodliwy zielony wąż (zazwyczaj utożsamiany z zaskrońcem zwyczajnym) uznawany był za symbol płodności i dobrobytu, bóstwo chtoniczne i opiekuńcze, uosobienie sił witalnych i strażnika ogniska domowego. Węże miały być trzymane w domach, aby przynosić gospodarstwu dobrobyt i pomyślność. Ludowy folklor uznawał węże za przyjaciół dzieci, a przypadkowe spotkanie z wężem traktowane było jako pomyślny znak i zwiastun małżeństwa lub narodzin.
Žaltys był uznawany za ulubieńca bogini Saule, a zabicie węża miało wiązać się z nieszczęściem i stanowiło naruszenie tabu oraz świętokradztwo. Pomimo nawrócenia Litwy na chrześcijaństwo pozytywny wizerunek węża uznawanego za symbol pomyślności przetrwał w litewskim folklorze. 
W swojej kronice Maciej Stryjkowski opisywał kult węży panujący wśród Prusów, Litwinów i Żmudzinów – według jego relacji ludy te miały czcić węże i tworzyć bożki na ich podobieństwo, a przedstawiciele tych ludów mieli je trzymać w domach jako bóstwa opiekuńcze, hodować i karmić mlekiem. Kult węża łączył z kultem Patrimpsa.
Według Erazma Majewskiego kult węży łączył się z kultem Atrimposa; węże miały być trzymane w wileńskich pogańskich świątyniach. Traktowane były jak bóstwa, a jako złą wróżbę traktowano, gdy odmówiły przygotowanej dla nich strawy. Kult węży w najsilniejszej formie zachował się na Żmudzi, gdzie według Szymona Dowkonta do XV wieku każdy gospodarz miał mieć w swoim domu węża, którego karmił i pielęgnował, a do XIX wieku miał zachować się zwyczaj modlitwy bezdzietnych panien o płodność do węży i podawania w tej intencji wężom mleka. 
O kulcie węży wspomina Adam Mickiewicz w przypisach do Grażyny. Według niego Litwini czcili niegdyś węże, które oswajali, trzymali w domu i karmili; relikty tego kultu miały przetrwać do XVI wieku we wioskach łotewskich i podwileńskich, co znalazło oddźwięk w relacjach Macieja Stryjkowskiego i Alessandro Guagniniego.
Według Tomasa Venclovy węże uważano na Litwie za święte i uznawano je za uosobienie podziemnego świata, śmierci i odrodzenia. Litwini trzymali je w domu i poili mlekiem; zwyczaj ten miał przetrwać w niektórych podwileńskich miejscowościach aż do XX wieku.

## W sztuce

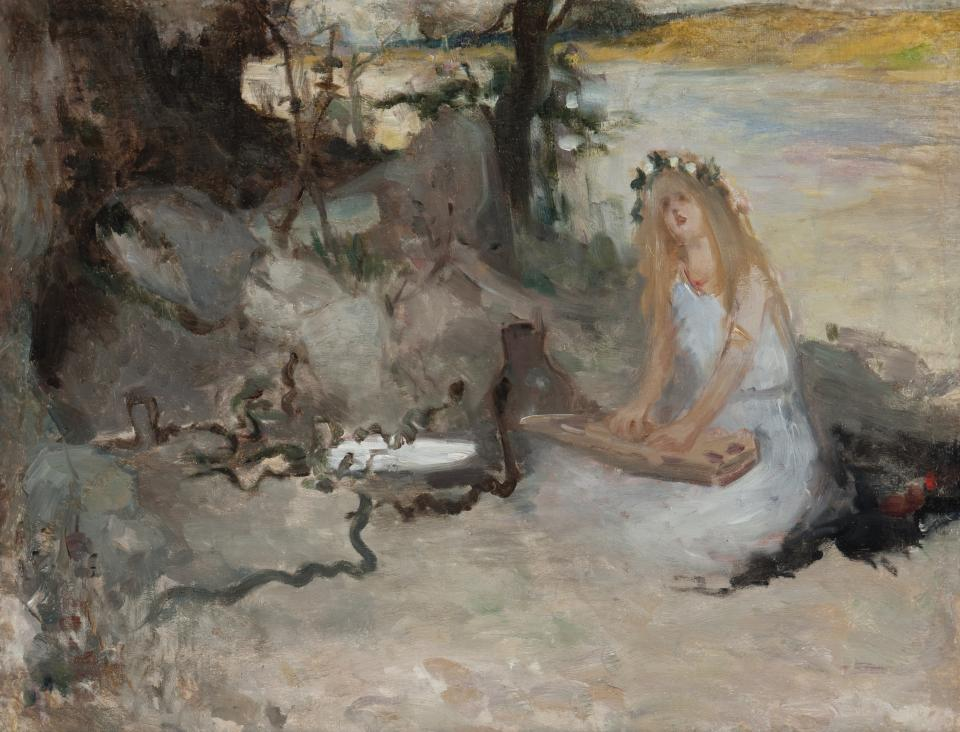
Eglė, królowa węży – obraz Kazimierza Stabrowskiego

- Postać węża Žaltysa, boga litewskich jezior i króla węży, pojawia się w litewskiej legendzie o Egle, w której jest on jej ukochanym[10].
- Adam Mickiewicz w Grażynie nawiązał do litewskiego kultu węży następującymi słowami: Od wieku wieków są ludzie i węże: a przecież, jeśli do domowych progów wąż zaproszony gościem od człowieka, jeśli dla chwały nieśmiertelnych bogów Litwin mu chleba nie skąpi i mleka, wtenczas gad swojski pełznie w jego ręce, społem wieczerza, z jednych kubków pija i nieraz senne piersi niemowlęce mosiężnym wiankiem bez szkody obwija[9].
- Žaltys stanowi istotny motyw litewskiej sztuki ludowej[2].